# کو نو مورویاسو
کُو نو مورویاسو (به ژاپنی: 高 師泰 Kō no Moroyasu); ۱ ژانویهٔ ۱۲۵۰ – ۲۵ مارس ۱۳۵۱) سامورایی، و بوشی اهل ژاپن بود. وی برادر کو نو مورونائو و یکی از سرداران برجسته شوگون‌سالاری آشیکاگا،  آشیکاگا تاکائوجی در دوره نانبوکوچو بود.